# 毕庆堂
毕庆堂（1916年—1969年），男，山东桓台人，中华人民共和国军事人物，中国人民解放军少将，曾任中国人民解放军防化学兵部副主任。